# Dave Raun
David Raun, detto Dave (San Francisco, 7 giugno 1970), è un batterista statunitense.
Vive a Fresno, in California e suona nella punk band californiana Lagwagon. Suona anche nei Me First and the Gimme Gimmes, insieme al compagno nei Lagwagon Joey Cape. Dave Raun iniziò la sua carriera da batterista in svariate band minori della scena californiana prima di unirsi ai Rich Kids on LSD. Nel 1995, invitato da Fat Mike, si unì alla cover band Me First and the Gimme Gimmes e, nello stesso anno, ai Lagwagon in sostituzione di Derrick Plourde. Nel 1999 sostituì Sean Sellers nei Good Riddance con i quali l'anno dopo incise l'EP The Phenomenon Of Craving. Ma i Good Riddance avevano bisogno di un batterista a tempo pieno, e gli impegni con Lagwagon e Me First and the gimme gimme non gli permettevano di proseguire quindi lasciò la band, con i quali comunque girò il video di One For The Braves. Dave è sposato con Laura Slippy. Della band fanno parte anche altri due membri dei Lagwagon: Chris Rest e Jesse Buglione, insieme con Steve Shepard.
Nel 2009 ha sostituito in maniera definitiva Roy Mayorga nei Black President (inizialmente Dave si era unito alla band solo per il tour di supporto ai TSOL).

## Discografia
| Data | Titolo                                              | Etichetta        | Gruppo                        |
| 1993 | Reactivate                                          | Epitaph Records  | Rich Kids on LSD              |
| 1995 | Riches to Rags                                      | Epitaph Records  | Rich Kids on LSD              |
| 1997 | Have a Ball                                         | Fat Wreck Chords | Me First and the Gimme Gimmes |
| 1995 | Double Plaidinum                                    | Fat Wreck Chords | Lagwagon                      |
| 1998 | Let's Talk About Feelings                           | Fat Wreck Chords | Lagwagon                      |
| 1999 | Are a Drag                                          | Fat Wreck Chords | Me First and the Gimme Gimmes |
| 2000 | Let's Talk about Leftovers                          | Fat Wreck Chords | Lagwagon                      |
| 2000 | The Phenomenon Of Craving                           | Fat Wreck Chords | Good Riddance                 |
| 2001 | Blow in the Wind                                    | Fat Wreck Chords | Me First and the Gimme Gimmes |
| 2003 | Blaze                                               | Fat Wreck Chords | Lagwagon                      |
| 2003 | Take a Break                                        | Fat Wreck Chords | Me First and the Gimme Gimmes |
| 2004 | Ruin Jonny's Bar Mitzvah                            | Fat Wreck Chords | Me First and the Gimme Gimmes |
| 2005 | Live in a Dive: Lagwagon                            | Fat Wreck Chords | Lagwagon                      |
| 2005 | Resolve                                             | Fat Wreck Chords | Lagwagon                      |
| 2006 | Love Their Country                                  | Fat Wreck Chords | Me First and the Gimme Gimmes |
| 2008 | Have Another Ball                                   | Fat Wreck Chords | Me First and the Gimme Gimmes |
| 2008 | I Think My Older Brother Used to Listen to Lagwagon | Fat Wreck Chords | Lagwagon                      |